# Cantonul Châtillon
Cantonul Châtillon este un canton din arondismentul Antony, departamentul Hauts-de-Seine, regiunea Île-de-France, Franța.

## Comune
| Comune    | Populație (1999) | Cod poștal | Cod INSEE |
| --------- | ---------------- | ---------- | --------- |
| Châtillon | 32.510           | 92320      | 92 020    |